# I’m Your Woman (Film)
I’m Your Woman ist ein Filmdrama von Julia Hart, das im Oktober 2020 beim AFI Fest seine Premiere feierte und am 11. Dezember 2020 bei Amazon Prime Video veröffentlicht wurde. Emmy- und Golden-Globe-Gewinnerin Rachel Brosnahan spielt eine Hausfrau, die in den 1970er Jahren untertauchen muss, nachdem ihr krimineller Ehemann einen Gangsterboss aus dem Weg geräumt hat.

## Handlung
Die Hausfrau Jean lebt ein scheinbar unbeschwertes Vorstadtleben. Sie weiß, dass ihr Ehemann sein Geld nicht mit ehrlicher Arbeit verdient, ahnt aber nicht, dass er ein schwerkrimineller Killer ist. Als Eddie einen Gangsterboss aus dem Weg räumt und dadurch das Machtgefüge der lokalen Unterwelt in ein tödliches Chaos stürzt, müssen Jean und ihr Baby untertauchen. Eddies alter Freund Cal hat die Aufgabe, sie zu beschützen. Nachdem Cal auf mysteriöse Weise verschwindet, freundet sich Jean mit Teri an. Die beiden Frauen begeben sich auf eine gefährliche Reise, mitten in das Herz der kriminellen Unterwelt.

## Produktion

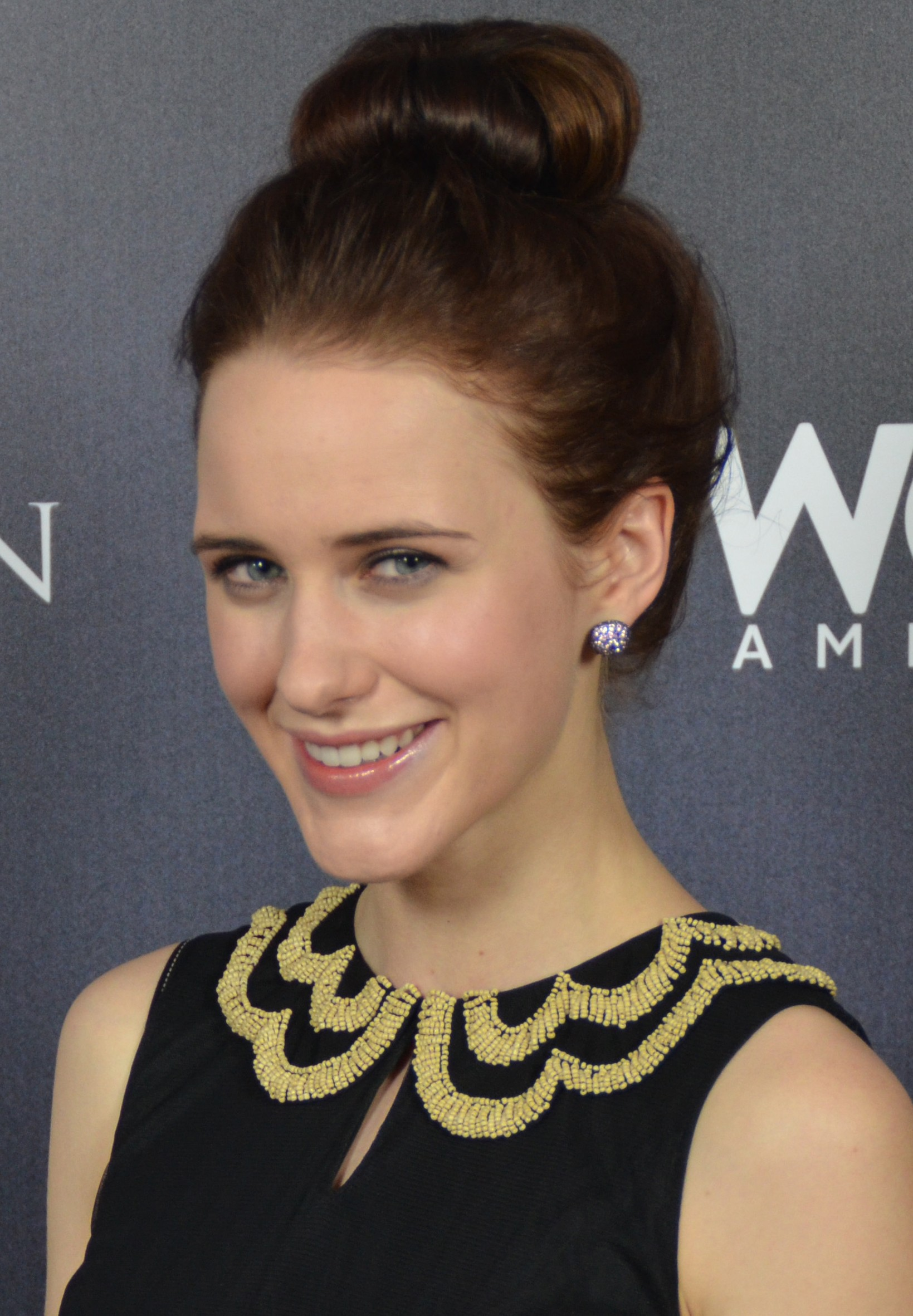
Rachel Brosnahan spielt in der Hauptrolle die Hausfrau Jean

Regie führte Julia Hart, die gemeinsam mit dem als Produzent von La La Land für einen Oscar nominierten Jordan Horowitz auch das Drehbuch schrieb.
Die Emmy- und Golden-Globe-Gewinnerin Rachel Brosnahan spielt in der Hauptrolle die Hausfrau Jean. Marsha Stephanie Blake spielt Teri, Bill Heck ist in der Rolle von Jeans Ehemann Eddie zu sehen und der britische Schauspieler Arinzé Kene in der Rolle von Eddies altem Freund Cal. Weitere Nebenrollen wurden mit Frankie Faison, Marceline Hugot und James McMenamin besetzt.
Die Dreharbeiten fanden im Herbst 2019 in Pittsburgh statt. Als Kameramann fungierte Bryce Fortner.
Die Filmmusik komponierte Aska Matsumiya. Das Soundtrack-Album mit zehn Musikstücken wurde am 11. Dezember 2020 von Lakeshore Records als Download veröffentlicht.
Der Film feierte am 15. Oktober 2020 als Eröffnungsfilm des AFI Fest seine Premiere. Am 4. Dezember 2020 kam der Film in ausgewählte US-Kinos, bevor er am 11. Dezember 2020 in die das Programm von Amazon Prime Video aufgenommen wurde.

## Rezeption

### Altersfreigabe
In den USA erhielt der Film von der MPAA ein R-Rating, was einer Freigabe ab 17 Jahren entspricht. In Deutschland wurde der Film von der FSK ab 16 Jahren freigegeben.

### Kritiken
Der Film erhielt bislang überwiegend gute Kritiken und konnte 80 Prozent aller Kritiker bei Rotten Tomatoes überzeugen.
Clarisse Loughrey vom Independent schreibt, mit I’m Your Woman beschreite Julia Hart den gleichen Weg wie in ihrem dritten Spielfilm Fast Color, der dem Superhelden-Genre eine geniale Wendung verliehen habe. Beide Filme zeigten Frauen auf der Flucht, die langsam ihre eigene Kraft entdecken, während sich die Männer irgendwo außerhalb des Bildschirms mit Tod und Verrat beschäftigen.
Das Lexikon des internationalen Films urteilte: „Als Gegenfolie zu den männlich dominierten Gangsterfilmen des New Hollywood entwirft der Film ein kluges Szenario um die Figur der in anderen Filmen unsichtbaren oder marginalisierten Mobster-Gattin und zeichnet diese als stoisch-pragmatische, äußerst schlagfertige Frau, die sich aus dem bequemen Hausfrauen-Kokon in ein eigenes Leben freistrampelt.“

### Auszeichnungen
Chicago International Film Festival 2020
- Nominierung als Bester Spielfilm für den Gold Hugo (Julia Hart)[2]

Guild of Music Supervisors Awards 2021
- Nominierung für die Beste Music Supervision in einem Film mit einem Budget unter 25 Millionen US-Dollar (Dan Wilcox)[14]